# Barantsovskoye
Barantsovskoye (del ruso: Баранцовское) es un selo del raión de Krymsk del krai de Krasnodar, en Rusia. Está situado en orilla derecha del río Psebeps, tributario del río Adagum, afluente por la izquierda del río Kubán, en las inmediaciones de su delta, 30 km al noroeste de Krymsk y 103 km al oeste de Krasnodar. Tenía 167 habitantes en 2010
Pertenece al municipio Adagúmskoye.

## Historia
Su nombre deriva del apellido del conde Aleksandr Barantsov, participante en la guerra del Cáucaso.